# Kontraalt
Kontraalt er den dybeste kvindelige sangstemme og er den dybeste altstemme. Kontraalts modstykke hos mænd er tenor.[kilde mangler]
| Musik | Spire Denne musikartikel er en spire som bør udbygges. Du er velkommen til at hjælpe Wikipedia ved at udvide den. |